# 그리즐리 베어
그리즐리 베어 (Grizzly Bear)는 2004년 결성된 미국 뉴욕주 브루클린 출신의 인디 록 밴드이다. 사이키델릭 팝과 포크 록이 섞인 음악으로 주목받고 있다. 다니엘 로센은 디파트먼트 오브 이글 멤버기도 하다.

## 역사
< 결성 >
그리즐리 베어는 에드 드로스테의 솔로 프로젝트에서 시작했다. 이름도 드로스테의 옛 친구의 별명에서 따온 거라고 한다. 첫 앨범 Horn of Plenty는 그런 드로스테의 솔로 프로젝트적인 성격이 강하게 나타나 있었다. (모든 곡은 드로스테의 침실에서 녹음되었다.) 그러던 중 같이 작업했던 크리스토퍼 베어와 크리스 테일러가 밴드의 정식 멤버로 안착하게 되고, 곧이어 크리스의 친구이자 디파트먼트 오브 이글을 결성해 활동하던 다니엘 로센이 크리스를 따라 참가하면서 지금같은 라인업이 완성되었다.

### Yellow House (2006-2008)
워프 레코드와 계약한 뒤 그들은 앨범 제작에 착수해, 2006년 밴드 형식으로써 첫 작업물인 2집 Yellow House을 내놓았다. 녹음을 진행했던 드로스테의 어머니 집에서 이름을 따 온 이 앨범은 소수의 열렬한 지지와 뉴욕 타임즈 같은 평단 사이에서 받았다. 2007년 그들은 Friend라고 이름 붙여진 EP를 내놓았으며 2008년 3월 1일엔 로스앤젤레스 필하모닉과 공연했다.

### Veckatimest (2008-)
2008년 여름, 그들은 라디오헤드의 북미 순회 공연 오프닝 밴드로 무대에 섰다. 기타리스트 조니 그린우드는 무대에서 그가 가장 좋아하는 밴드라고 발언하기까지 했다. 이에 테일러와 베어 모두 감격스럽다는 멘트로 화답했다.
2009년 5월, 그들은 세 번째 앨범 Veckatimest를 발매했다. 이 앨범의 제목은 실제 매사추세츠주에 있는 섬인 벡카티메스트 섬에서 따왔다고 한다. 크리스토퍼는 이 앨범에 대해 전작에 비해 좀 더 받아들이기 쉬운 팝 레코드라 소개했고, 그 점 때문에 Veckatimest는 미국 빌보드 차트 8위까지 오르는 성과를 거두었다.
2009년 여름, 비욘세와 제이 지가 이들의 공연을 보러 왔다. 공연이 끝난 후, 제이 지는 기자들에게 '이들의 음악은 정말로 놀랍다. 지금의 인디 록은 창의적인 도전들로 가득하며 이런 도전 정신이 힙합에도 큰 영향을 미쳤으면 좋겠다'라는 코멘트를 남겼다.

## 음반 목록

### 정규 앨범
- Horn of Plenty (2004)
- Yellow House (2006)
- Veckatimest (2009)
- Shields (2012)

### EP
- Sorry for the Delay (2006)
- Friend (2007)

### 싱글
- "On a Neck, On a Spit" (August 21, 2006)
- "Knife" (May 21, 2007)
- "Live On KCRW" (April 18, 2009)
- "Two Weeks" (May 12, 2009)
- "While You Wait for the Others" (August 31, 2009)
- "Cheerleader" (2009)